# Góralek skalny
Góralek skalny (Procavia capensis) – gatunek ssaka z rodziny góralkowatych (Procaviidae) zamieszkujący kontynent afrykański, Półwysep Arabski, Bliski Wschód, aż po Turcję. Prowadzi osiadły tryb życia. Jak wszystkie góralkowce przypomina kawię domową (świnkę morską). Jest od niej jednak znacznie większy; dorosły osobnik mierzy 40–60 cm. Posiada niewielki ogon i krótkie uszy. Żyje w stadach. Nie kopie nor, ale chętnie wykorzystuje wykopane przez inne zwierzęta, takie jak mrówniki afrykańskie czy surykatki szare.

## Taksonomia
Gatunek po raz pierwszy zgodnie z zasadami nazewnictwa binominalnego opisał w 1766 roku niemiecki botanik i zoolog Peter Simon Pallas nadając mu nazwę Cavia capensis. Miejsce typowe to Przylądek Dobrej Nadziei, Prowincja Przylądkowa Zachodnia, Południowa Afryka. Holotyp nie istnieje. Jedyny żyjący współcześnie przedstawiciel rodzaju góralek (Procavia).
Tradycyjnie takson ten jest traktowany jako jeden gatunek P. capensis; jednak niektórzy autorzy uważają, że P. capensis ogranicza się do południowej Afryki i traktują następujące taksony jako odrębne gatunki: P. welwitschii południowo-zachodniej Angoli i Namibii, P. ruficeps z północno-zachodniej Afryki i Sudanu, P. johnstoni z południowo-zachodniej Tanzanii, Malawi, Mozambiku i Zimbabwe oraz P. habessinica z Egiptu, Sudanu, Izraela i Półwyspu Arabskiego. Ostatnie badania nad zmiennością geograficzną oparte na mtDNA w Południowej Afryce wykazują, że co najmniej w tym, co tradycyjnie uważa się za P. capensis, istnieją dwa odrębne taksony. Zachodzi potrzeba przeprowadzenia więcej badań genetycznych dotyczących całego zasięgu C. capensis, co najprawdopodobniej zaowocuje podziałem C. capensis na kilka gatunków. Ważność wielu podgatunków jest wątpliwa, a niektóre z nich mogą być odrębnymi gatunkami.
Tradycyjnie rozpoznano siedemnaście podgatunków. Podstawowe dane taksonomiczne podgatunków (oprócz nominatywnego) przedstawia poniższa tabelka:
| Podgatunek        | Oryginalna nazwa             | Autor i rok opisu           | Miejsce typowe                                                                      | Holotyp |
| ----------------- | ---------------------------- | --------------------------- | ----------------------------------------------------------------------------------- | --- |
| P. c. bamendae    | Procavia bamendae            | Brauer, 1913                | Bamenda, Kamerun.                                                                   | Najprawdopodobniej ze zbiorów Muzeum Historii Naturalnej w Berlinie; zebrany przez Karla von Adametza.                                                    |
| P. c. capillosa   | Procavia erlangeri capillosa | Brauer, 1917                | Adaba, (7°00′N 39°24′E/7,000000 39,400000), Oromia, Etiopia.                        | Skóra (sygnatura ZMB 21759) i czaszka (sygnatura ZMB 21760) samicy ze zbiorów Muzeum Historii Naturalnej w Berlinie; zebrany przez H. Ellenbecka.         |
| P. c. erlangeri   | Procavia erlangeri           | O. Neumann, 1901            | Górny bieg rzeki Uebi Szebelie, Somalia.                                            | |
| P. c. habessinica | Hyrax habessinicus           | Hemprich & Ehrenberg, 1832  | Przybrzeżne góry, niedaleko Arkiko i Eilet, Etiopia.                                | |
| P. c. jacksoni    | Procavia jacksoni            | O. Thomas, 1900             | „Ravine Station”, Kenia.                                                            | Samica (sygnatura BMNH 1899.8.4.100) ze zbiorów Muzeum Historii Naturalnej w Londynie; zebrana przez Fredericka Jacksona.                                 |
| P. c. jayakari    | Procavia syriaca jayakari    | O. Thomas, 1892             | Dofar, pomiędzy Maskat i Adin, Oman.                                                | Dorosła samica (sygnatura BMNH 1891.2.5.2) ze zbiorów Muzeum Historii Naturalnej w Londynie; zebrana przez Atmarama Jayakariego.                          |
| P. c. johnstoni   | Procavia johnstoni           | O. Thomas, 1894             | „Fort Lister”, Malawi.                                                              | Dorosła samica (sygnatura 1894.1.25.16) ze zbiorów Muzeum Historii Naturalnej w Londynie; zebrana przez Alexandra Whyte’a.                                |
| P. c. kerstingi   | Procavia Kerstingi           | Matschie, 1899              | 50 km na południowy wschód od Pessi (około 7°50′N), granica Togo–Benin.             | Syntypy – trzy skóry i dwie czaszki – ze zbiorów Muzeum Historii Naturalnej w Berlinie; zebrane przez Otto Kerstinga.                                     |
| P. c. mackinderi  | Procavia mackinderi          | O. Thomas, 1900             | Teleki Valley, na wysokości 13 000 ft (3962 m), zachodnie zbocze góry Kenia, Kenia. | Dorosły samiec (sygnatura BMNH 1900.2.1.35) ze zbiorów Muzeum Historii Naturalnej w Londynie; zebrany 5 września 1899 roku.                               |
| P. c. matschiei   | Procavia matschiei           | O. Neumann, 1900            | Tanzania.                                                                           | Czaszka. |
| P. c. pallida     | Procavia pallida             | O. Thomas, 1891             | Płaskowyż Hekebo, Somalia.                                                          | Dorosła samica (sygnatura BMNH 1885.11.16.4) ze zbiorów Muzeum Historii Naturalnej w Londynie; zebrana 12 grudnia 1884 roku przez J. Mengesa.             |
| P. c. ruficeps    | Hyrax ruficeps               | Hemprich & Ehrenberg, 1832  | Dongola, Sudan.                                                                     | |
| P. c. scioana     | Hyrax scioanus               | Giglioli, 1888              | „Szeua”, Etiopia.                                                                   | Czaszka (sygnatura MF 1510) ze zbiorów Museo di storia naturale sezione di zoologia „La Specola”; zebrana w 1887 roku Raffaele Traversiego.               |
| P. c. sharica     | Procavia sharica             | O. Thomas & Wroughton, 1907 | Kajibu, rzeka Szari, Czad.                                                          | Młodociany samiec (sygnatura BMNH 1907.7.8.197) ze zbiorów Muzeum Historii Naturalnej w Londynie; zebrany 14 lipca 1905 roku przez kpt. George’a Goslina. |
| P. c. syriaca     | Hyrax syriacus               | von Schreber, 1784          | Góry Liban, Liban.                                                                  | |
| P. c. welwitschii | Hyrax Welwitschii            | J.E. Gray, 1868             | Rzeka Maiomba, Moçâmedes, Angola.                                                   | Czaszka dorosłego osobnika ze zbiorów Museu Nacional de História Natural e da Ciência.                                                                    |

### Nazewnictwo zwyczajowe
Zwierzę to żyje na terenie wielu krajów afrykańskich i azjatyckich. W związku z tym jest różnorako nazywane. Biblia hebrajska nazywa góralka שָּׁפָן szaphan. Europejczycy, niemający kontaktów z krajami Bliskiego Wschodu, szczególnie po podbojach islamskich, nie wiedzieli jak tłumaczyć nazwę tego zwierzęcia z hebrajskiego na języki narodowe, nie wiedzieli, o jakie zwierzę chodzi. Występujące aż cztery razy w Starym Testamencie słowo szaphan było tłumaczone jako jeż (Biblia Wujka), królik (Biblia brzeska), a nawet borsuk. Od fenickiego, zlatynizowanego później i-szphan-im – ziemia góralków – wzięła swą nazwę Hiszpania, łac. Hispania.
Arabowie – zwierzę występuje w Syrii, Libanie, Jordanii, Palestynie i innych krajach arabskich – nazywają góralka ghenam, Palestyńczycy nusnus.
W Południowej Afryce góralek nazywany jest dassie lub rock rabbit. W języku niderlandzkim, którego używali przybywający z Europy osadnicy z okolic Kapsztadu, słowo dassie oznacza borsuka. Również w języku afrykanerskim nazywa się góralka dassie, w suahili pelele lub wibari. Borsuki jednak należą do łasicowatych, zaś góralki do góralkowatych.

### Etymologia nazw naukowych
- Procavia: gr. προ pro ‘przed’; rodzaj Cavia Pallas, 1766 (kawia)[74].
- capensis: Przylądek Dobrej Nadziei (ang. Cape of Good Hope), Południowa Afryka[75].
- bamendae: Bamenda, Kamerun[76].
- capillosa: łac. capillus ‘włosy’[77]; przyrostek -osa ‘obfitość, pełnia’[78].
- erlangeri: Victor Carl Heinrich Freiherr von Erlanger (zwany Carlo von Erlanger) (1872–1904), niemiecki przyrodnik, kolekcjoner z tropikalnej Afryki z lat 1900–1901[79][80].
- habessinicus: Abisynia (obecnie Etiopia)[81].
- jacksoni: Sir Frederick John Jackson (1860–1929), angielski podróżnik, administrator kolonialny, zastępca gubernatora Brytyjskiej Afryce Wschodniej w latach 1907–1911, gubernator Ugandy w latach 1911–1917, przyrodnik, kolekcjoner[82][83].
- jayakari: płk. Atmaram Sadashiv G. Jayakar (1844–1911), indyjski chirurg[84].
- johnstoni: Sir Harry Hamilton Johnston (1858–1927), angielski podróżnik po tropikalnej Afryce w latach 1882–1884, administrator kolonialny, Wicekonsul Kamerunu i Delty Nigru w 1885 roku, konsul w Portugalskiej Afryce Wschodniej w 1889 roku, komisarz ds. Afryki Południowo-Środkowej w latach 1891–1896, konsul generalny w Tunezji w latach 1897–1899, specjalny komisarz w Ugandzie w latach 1899–1901[85][86].
- kerstingi: dr Otto Kersting (ur. 1863), niemiecki misjonarz, administrator kolonialny z Yap, w Niemieckich Karolinach, botanik, kolekcjoner z Niemieckiej Afryki Wschodniej z lat 1893–1894, 1897–1909 i Nowej Gwinei z 1896 roku[87].
- mackinderi: Sir Halford John Mackinder (1861–1947), brytyjski pionier geopolityki i geostrategii, geograf, alpinista, który dokonał pierwszego wejścia na górę Kenia w 1899 roku[88].
- matschiei: prof. Georg Friedrich Paul Matschie (1862–1926), niemiecki zoolog z Muzeum Historii Naturalnej w Berlinie w latach 1886–1926, sekretarz Deutsche Ornithologen-Gesellschaft w latach 1894–1907[89][90].
- pallida: łac. pallidus ‘blady, ziemisty’, od pallere ‘być bladym’[91].
- ruficeps: łac. rufus ‘czerwony’; -ceps ‘-głowy’, od caput, capitis ‘głowa’[92].
- scioana: wł. Scioa Szeua dawne królestwo i prowincja Abisynii (obecnie Etiopia)[93].
- sharica: rzeka Szari (ang. Shari River), Czad[27].
- syriaca: łac. Syriacus ‘Syryjczyk, syryjski’[94].
- welwitschii: dr Friedrich Martin Josef Welwitsch (1806–1872), austriacki botanik, kolekcjoner, podróżnik po Angoli w latach 1853–1861[95][96].

## Zasięg występowania
Góralek skalny występuje w zależności od podgatunku:
- P. capensis capensis – góralek przylądkowy[58] – Południowa Afryka, w tym Lesotho i Eswatini.
- P. capensis bamendae – Kamerun i Republika Środkowoafrykańska.
- P. capensis capillosa – południowa Etiopia.
- P. capensis erlangeri – południowa Somalia.
- P. capensis habessinica – góralek etiopski[58] – Egipt, północny Sudan, Izrael, Arabia Saudyjska i Jemen.
- P. capensis jacksoni – wschodnia Kenia.
- P. capensis jayakari – Oman.
- P. capensis johnstoni – góralek kenijski[58] – południowo-zachodnia Tanzania, Malawi, Mozambik i Zimbabwe.
- P. capensis kerstingi – Togo i Benin.
- P. capensis mackinderi – zachodnia Kenia.
- P. capensis matschiei – Demokratyczna Republika Konga i Tanzania.
- P. capensis pallida – północna Somalia.
- P. capensis ruficeps – góralek rudogłowy[58] – północna i zachodnia Afryka.
- P. capensis scioana – północna Etiopia.
- P. capensis sharica – Czad.
- P. capensis syriaca – góralek syryjski[58] – Syria, Liban, Jordania i Izrael.
- P. capensis welwitschii – góralek wyżynny[58] – południowo-zachodnia Angola i Namibia.

Informacje o rozmieszczeniu góralka skalnego są nadal niekompletne; obecny jest również w Erytrei, Nigrze, Nigerii, w południowy i środkowym Sudanie, Sudanie Południowym, Ugandzie, Rwandzie, Burundi, Zambii i wschodniej Botswanie, ale przynależność podgatunkowa tych populacji wciąż wymaga potwierdzenia.

## Budowa anatomiczna a specyfika gatunku
Długość ciała 39–58 cm; masa ciała 1,8–5,4 kg; brak brak dymorfizmu płciowego. Wzór zębowy: I {\displaystyle {\tfrac {1}{2}}} C {\displaystyle {\tfrac {0}{0}}} P {\displaystyle {\tfrac {4}{3}}} M {\displaystyle {\tfrac {3}{3}}} (x2)  = 32.
Góralek przylądkowy jest zwierzęciem bardzo szczególnym, przede wszystkim ze względu na budowę anatomiczną swego ciała. Mózg góralka przylądkowego przypomina budową mózg słonia. Jego żołądek ma budowę podobną do budowy żołądka konia. Struktura tylnych kończyn zbliżona jest do struktury tylnych kończyn tapira. Górne siekacze Procavia capensis przypominają siekacze gryzoni, górne uzębienie jako takie jest podobne do górnego uzębienia nosorożca, dolne przypomina uzębienie hipopotama. Kły tego ssaka przypominają ciosy słonia. Zoologowie porównują ogólną budowę ciała góralka do budowy ciała słonia lub konia. Podobnie jak słonie mają doskonałą pamięć.

Czaszka. Znalezione w Namibii w październiku 2012 roku

Czaszka góralka wyposażona jest w parę długich kłowatych zębów siecznych oraz w zęby trzonowe, które przypominają trzonowce nosorożca. Jego przednie kończyny są stopochodne, tylne zaś palcochodne (jak u psa czy konia). Spody stóp mają szeroką i miękką poduszkę, której wilgotność utrzymywana jest dzięki specjalnej wydostającej się z gruczołów wydzielinie. Samce są nieznacznie większe od samic.

## Rozmnażanie
Góralki wydają od dwóch do trzech młodych po 7-miesięcznej ciąży. Młode rodzą się w pełni ukształtowane, z otwartymi oczami i okryte futrem. Przestają być karmione przez matki po dziesięciu tygodniach, przy czym zaczynają się odżywiać jak dorosłe osobniki już po dwóch tygodniach. Góralki osiągają dojrzałość płciową po szesnastu miesiącach. Rozmiary dorosłego osobnika mają w wieku trzech lat. Przeciętnie góralki żyją około 10 lat, w niewoli 7.

## Biotop
Zwierzęta te żyją w hordach, dochodzących do 26 sztuk. Hordy te składają się z mniejszych stad, które z kolei złożone są z kilku grup rodzinnych. Na czele takiej grupy stoi dorosły samiec. Większość czasu góralki spędzają wypoczywając w grupie lub wygrzewając się na słońcu. Pomaga to im w utrzymaniu regularnej temperatury ciała. Ssaki te nie są w pełni zwierzętami stałocieplnymi.
Na góralka polują lamparty plamiste, likaony pstre, szakale, mangusty, dzienne ptaki drapieżne, pytony oraz człowiek.

## Odżywianie
Góralek zjada trawy, zioła, młode pędy i owoce. Nie gardzi larwami i insektami. Potrafi przybrać na wadze do 75% w czasie pory suchej.

## Góralki a medycyna
Góralki jak wszystkie z rodzaju Procavia produkują dużą ilość substancji zwanej hyraceum, która zalega wokół ich siedlisk (mieszanina uryny i odchodów). Robią tak zapewne ze względu na jej właściwości zapachowe, dlatego też surowiec ten był stosowany w perfumerii. Hyraceum działa jak feromon – funkcja socjalna. Służy również do oznaczania terytorium okupowanego przez hordę. Przez tysiące lat mieszkańcy Afryki i Bliskiego Wschodu używali hyraceum jako antidotum na epilepsję, konwulsje i problemy hormonalne u kobiet. Wierzono również, iż hyraceum przeciwdziała efektowi wywoływanemu przez jad żmii. Hyraceum nazywano czarnym kamieniem.